# المجلة الجغرافية العربية
المجلة الجغرافية العربية، هي مجلة مصرية علمية محكمّة، تصدر عن الجمعية الجغرافية المصرية. وهي دوريّة نصف سنوية، وتصدر باللغة العربية؛ بجانب اللغتين الفرنسية والإنجليزية. تصدر المجلة مطبوعة وعلى شبكة الإنترنت مجاناً؛ تحت رخصة المشاع الإبداعي 4.0.
تأسست المجلة عام 1876، وكان العدد الأول باللغة الفرنسية. وفي عام 1968؛ صدرت المجلة لأول مرة باللغة العربية، وأصبحت دوريّة؛ تصدر مرتين في السنة الواحدة، بجانب نسخة مُلحقة باللغتين الفرنسية والإنجليزية.